# Чатмохар (подокруг)
Чатмохар (бенг. চাটমোহর, англ. Chatmohar) — подокруг на северо-западе Бангладеш. Входит в состав округа Пабна. Образован в 1909 году. Административный центр — город Чатмохар. Площадь подокруга — 314,32 км². По данным переписи 1991 года численность населения подокруга составляла 227 524 человека. Плотность населения равнялась 724 чел. на 1 км². Уровень грамотности населения составлял 24,10 %. Религиозный состав: мусульмане — 92,69 %, индуисты — 5,81 %, христиане — 1,12 %, прочие — 0,38 %.